# Stéphane Mallarmé
Stéphane Mallarmé, właśc. Étienne Mallarmé (ur. 18 marca 1842 w Paryżu, zm. 9 września 1898 w Valvin, Vulaines-sur-Seine, koło Fontainebleau) – francuski poeta, teoretyk sztuki i krytyk literacki uważany za najwybitniejszego przedstawiciela XIX-wiecznego symbolizmu; kojarzony również z dekadentyzmem oraz parnasizmem szkoły Charlesa Leconte de Lisle’a. Tłumacz liryki Edgara Allana Poego na prozę poetycką.
Mallarmégo jako konstruktora "poezji czystej" powszechnie uznaje się za prekursora liryki współczesnej (m.in. awangardy, surrealizmu czy kaligramu), jednego z najbardziej nowatorskich twórców literatury XIX wieku, a nawet – najbardziej znaczącego poetę nowoczesnego. Jego twórczość określana bywa mianem liryki skupienia słów, estetyki pustki oraz alchemii słowa.
Niektóre źródła zaliczają Mallarmégo do grona tzw. „poetów przeklętych”.

## Twórczość
Krytycy uważają Mallarmégo za pierwszego poetę ze "szkoły" odkrywanego wówczas na nowo Charles’a Baudelaire’a, a jednocześnie pierwszego teoretyka literackiego, który jej się przeciwstawił. W przeciwieństwie do parnasisty, wiersze Mallarmégo wyzbyte są moralizatorstwa, ich świat jest przestrzenią pozbawioną Boga, rządzącą się relatywizmem poznawczym. Wychodząc ze swoich ateistycznych założeń, poeta traktuje sztukę jako religię zastępczą. Oryginalna poetyka Mallarmégo patrzyła jednak na przedmioty artystyczne w perspektywie nicości, mimo iż ich istnienie zdawało się twórcy bardziej realne od życia ludzkiego. Poetę interesowały również teorie przypadkowości (Każda myśl jest przypadkiem, Rzut kości nigdy nie obali przypadku), wokół których rozsnuwał koncepcję Księgi, sumy tych wszystkich myśli, które miały tworzyć konieczność świata.
Poetyka wierszy Mallarmégo miała wpływ na późniejsze ukształtowanie się nurtów awangardowych. Echa twórczości tego poety można znaleźć zarówno w dadaizmie, surrealizmie, jak i w teoriach czystej formy czy w poetyce Juliana Przybosia, poezji lingwistycznej oraz poezji nowoczesnej.
Głównym postulatem nihilistycznej koncepcji poezji Stephana Mallarmégo jest uwolnienie słowa; nadanie mu autonomicznego znaczenia; skonstruowanie wiersza, którego każde słowo miałoby oddzielne znaczenie. Poglądy te streszczają dwa słynne cytaty: "To nie z myśli, mój drogi, robi się wiersze. Robi się je ze słów" oraz "Nazwać jakiś przedmiot, znaczy odebrać trzy czwarte przyjemności poetyckiej, która polega na stopniowym odgadywaniu; zasugerować – to dopiero ideał". W związku z tym biurko poety stawało się swoistą pracownią, w której każde słowo traktowane było jako decydujący składnik wiersza. Mallarmé pozostawił po sobie zatem stosunkowo niewielki zbiór wierszy; przyczyniły się do tego jego rygorystyczne założenia poetyckie oraz niemoc twórcza, na którą cierpiał przez długi okres. Ostatnim jego dziełem był rewolucyjny poemat Rzut kością, który oprócz wymiaru metaforycznego stworzył również wymiar graficzny wiersza (prekursor względem kaligramu). Tendencje Rzutu kości znajdują nawiązania u pokolenia awangardy oraz we współczesnej poezji lingwistycznej.
Tłumaczył na prozę poetycką wiersze Edgara Allana Poego.
Jego poemat Popołudnie fauna zainspirował Claude Debussy’ego do skomponowania Preludium do „Popołudnia fauna”, a Wacława Niżyńskiego do stworzenia baletu Popołudnie fauna w oparciu o poemat i preludium. Wszystkie trzy dzieła zajmują centralną pozycję w swoich gatunkach artystycznych i mają istotny udział w rozwoju sztuki współczesnej.
Pierwszym kontynuatorem myśli Mallarmégo w Polsce był Antoni Lange, który również wyznawał ideał bezimienności poety oraz dotarcia do samej istoty wiersza, jednak sceptycznie podchodząc do kwestii odrzucenia tradycji. Poezja francuskiego symbolisty jest współcześnie niemal zapomniana w Polsce. Poza wydaniem poematu "Rzut kośćmi" w 2006, po II wojnie światowej w Polsce opublikowano tylko "Wybór poezji" w 1980 r.

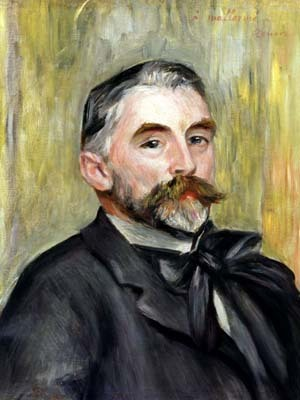
Portret Stéphane’a Mallarmé autorstwa Auguste Renoira, wczesne lata 90. XIX w.

## Dzieła
- Herodiada (Hérodiade) (1896)
- Popołudnie fauna (L'après-midi d’un faune) (1876)
- Les mots anglais (1878)
- Les dieux antiques (1879)
- Pages (1891)
- La musique et les lettres (1891)
- Le Tombeau de Charles Baudelaire (1895)
- Divagations (1897)
- Tombeau (de Verlaine) (1897)
- Un coup de dés jamais n'abolira le hasard (1897)

## Opracowania
- Hans Therre: Stéphane Mallarmé. dtv, München 1998
- Hella Tiedemann-Bartels: Versuch über das artistische Gedicht. Baudelaire, Mallarmé, George. 2. Aufl., edition text + kritik, München 1990
- Paul Valéry: Über Mallarmé. Suhrkamp, Frankfurt am Main 1992
- Kurt Wais: Mallarmé. Dichtung, Weisheit, Haltung. 2. A. Beck, München 1952
- Hendrik Lücke: Mallarmé – Debussy. Eine vergleichende Studie zur Kunstanschauung am Beispiel von „L'Après-midi d’un Faune". (= Studien zur Musikwissenschaft, Bd. 4). Dr. Kovac, Hamburg 2005, ISBN 3-8300-1685-9.